# Zinovios Valvis

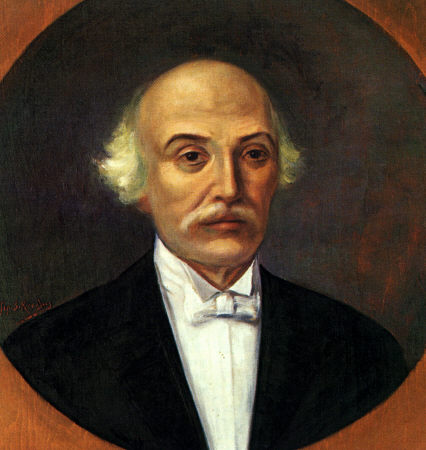
Zinovios Valvis

Zinovios Zafirios Valvis (griechisch: Ζηνόβιος Βάλβης) (* 1800 in Messolongi; † 1872 oder 1886 ebenda) war ein griechischer Politiker und ehemaliger Ministerpräsident.
Valvis war der ältere Bruder des ehemaligen Ministerpräsidenten Dimitrios Valvis. Er absolvierte zunächst ein Studium der Theologie am Seminar von Halki (Heybeliada bei Istanbul). Später folgte ein Studium der Rechtswissenschaften an der Universität zu Pisa. Während der Herrschaft von König Otto I. war er Staatsanwalt. Nachdem er von diesem Amt 1841 zurückgetreten war, war er als Rechtsanwalt tätig. 1849 war Finanzminister in den Kabinetten von Konstantinos Kanaris und Antonios Kriezis.
Vom 24. Februar bis zum 9. April 1863 sowie vom 28. April 1864 bis zum 7. August 1864 war er Ministerpräsident von Übergangsregierungen.
Nach dem Rückzug aus der Politik ließ er sich in seiner Geburtsstadt Messolongi nieder, wo er verarmt starb, nachdem er eine ihm angebotene staatliche Pension ablehnte, da er dies als finanzielle Belastung für Griechenland betrachtete.